# La mansión de Araucaima (película)
La mansión de Araucaima es una película colombiana dirigida por el cineasta y actor Carlos Mayolo, basada en el cuento homónimo de Álvaro Mutis, la película presenta diferentes elementos surrealistas y maneja una estética denominada "Gótico Tropical", según el director porque: "...logró que coincidieran el misterio y el ámbito tropical en una manera que se pensaba que solo podía dar resultado en las nieblas de Inglaterra". La película se estrenó en el año 1986.

## Sinopsis
La mansión de Araucaima, un lugar que parece anclado en el tiempo, representa el lugar donde las personas se encuentran atrapadas por sus propios temores y deseos reprimidos, más que un lugar, la casa es como un estado psicológico donde llegan las personas que buscan desprenderse de su pasado y reprimir sus recuerdos y frustraciones, pero que terminan siendo víctimas de ellos. Este lugar es como un ente capaz de sacar de quienes lo habitan sus instintos más primitivos.
La súbita irrupción de una modelo de publicidad en esa casa misteriosa en donde no se cometen pecados veniales y cohabitan personales excéntricos: Don Graci, el dueño, heredero equívoco de la mansión; un Fraile sin nombre; Camilo, un piloto cuyo avión fue destruido por un rayo; Cristóbal, el sirviente brasileño, cauteloso y obediente; Paul, el guardián mercenario y la Machiche, hembra madura y brutal que mantiene un cierto control sobre los anteriores. Allí hay un tenso equilibrio de ansiedad, erotismo y violencia que explotará en su debido momento.

## Reparto
| Actor                  | Personaje                                  |
| ---------------------- | ------------------------------------------ |
| Adriana Herrán         | Ángela, la modelo                          |
| José Lewgoy            | Don Graciliano "Don Graci", el propietario |
| Vicky Hernández        | La Machiche                                |
| Antonio Pitanga        | Cristóbal, el sirviente                    |
| Carlos Mayolo          | Paul, el guardián                          |
| Alejandro Buenaventura | El cura                                    |
| Luis Fernando Montoya  | Camilo, el piloto                          |
| David Guerrero         | El novio de la modelo                      |
| Helios Fernández       | mercader                                   |